# Собор новомучеников и исповедников Церкви Русской (Дятлово)
Собор новомучеников и исповедников Церкви Русской — православный собор в городе Дятлово в честь новомучеников и исповедников Церкви Русской. Возведение собора, построенного в русско-византийском стиле по проекту архитектора Л. В. Макаревича, было завершено в ноябре 2017 года. Собор был освящён митрополитом Минским и Заславским Павлом.

## История
В 1907 году архитектором Гродненского Епархиального управления был разработан проект нового храма. В том же году строительным комитетом при Святейшем синоде проект был утверждён. Начиналась закупка материалов, был заложен фундамент. Но строительство было прервано Первой мировой войной.
В 1935 году был разработан новый проект храма. С началом Второй мировой войны строительство вновь было отложено.
В 1993 году архитектор Л. В. Макаревич разработал авторский проект собора. В 1994 году началось строительство.
25 ноября 2017 года собор был освящён митрополитом Минским и Заславским Павлом.

## Духовенство
Настоятель до 2019 года — Протоиерей Николай Пинчук.
Настоятель с 2019 года — иерей Иоанн Кисель.
Второй священник храма — иерей Алексий Степанович.

## Святыни
В соборе находится икона с частицей мощей преподобного Амвросия Оптинского.
Также в соборе находится Голгофа, которая мироточила в 1998 году.
Проект собора 1907 года